# ريسترا

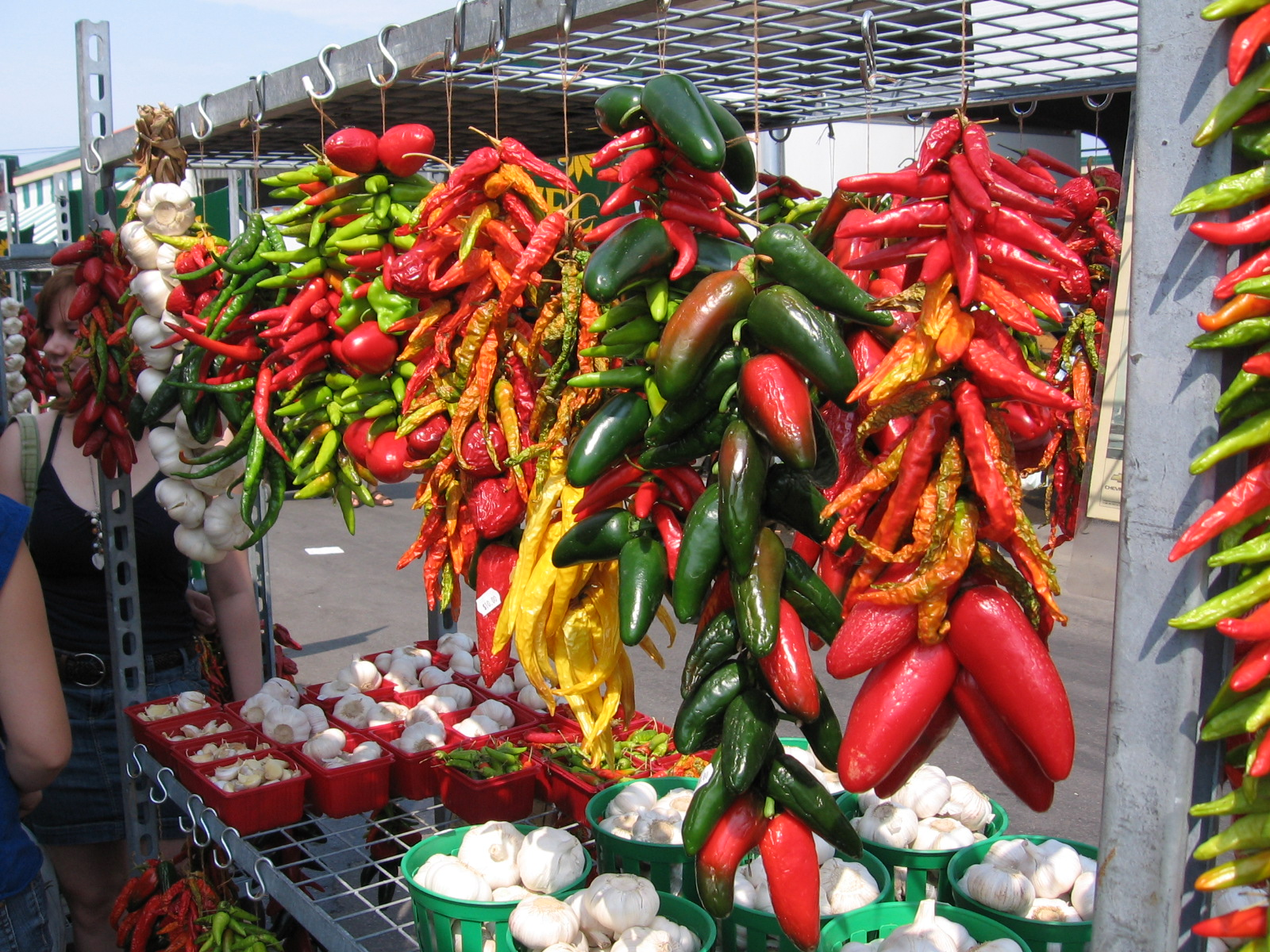
ريسترا من جالابينوز ، نوع اخر من الفلفل الحار ، والثوم في أحد الأسواق في مونتريال

ريسترا (بالإنجليزية: Ristra)‏ هي عملية تجفيف قرون الفلفل الحارة و أبصال الثوم أو أي خضراوات أخرى لاستهلاكها لاحقاً. وبالإضافة لاستخدامها العملي فقد أصبحت ريسترا علامة تجارية للتصميم التزييني في دولة ولاية نيو مكسيكو، وعادة يتم استخدام فلفل كبير مثل فلفل نيو مكسيكو وفلفل انهايم على الرغم من أنه يمكن استخدام أي نوع من الفلفل لعمل ريسترا.
وأيضاً يمكن ترتيب الثوم في ريسترا للتجفيف والحفظ بعد أن تنضج الأبصال وتختفي الأوراق تدريجياً.